# Luka Karabatić
Luka Karabatić (Strasbourg, 1988. április 19. –) olimpiai és világ- és Európa-bajnok francia válogatott kézilabdázó, beállós.
Bátyja, Nikola Karabatić szintén francia válogatott kézilabdázó.

## Pályafutása
Karabatić 2008-tól játszott a Montpellier Handball csapatában, amellyel négy bajnoki címet szerzett és játszhatott a Bajnokok Ligájában. 
2012. május 12-én a már bajnok Montpellier HB a kiesés ellen küzdő Cesson-Sevigne ellen játszott, és meglepő, 31–28-as vereséget szenvedett. A mérkőzésre sok fogadást kötöttek, amelyekkel összesen nagyjából 200.000 eurós össznyereményt értek el. Az esetben több kézilabdázó is érintett volt, köztük Karabatić testvérek is. A francia bíróság 2017-ben Luka Karabatićot 10 000 eurós pénzbüntetésre és két hónapos felfüggesztett börtönbüntetésre ítélte. Klubja 2012-ben szerződést bontott Karabatić-csal, aki végül az első osztály újoncához a Pays d'Aix UC csapatához szerződött, ahol 2015-ig játszott.
2015-ben bátyjával együtt igazolt a Paris Saint-Germainhez, ahol azóta is együtt játszanak.
A felnőtt válogatottal a 2014-es Európa-bajnokságon vett részt először világversenyen, amelyen első sorban hatékony védekezésével segítette csapatát Európa-bajnoki címhez. Világbajnokságot kétszer, 2015-ben és 2017-ben tudott nyerni. Olimpián kétszer szerepelt, a 2016-os rioi játékokon ezüstérmes lett, a 2021-re halasztott tokiói olimpián pedig aranyérmes.

## Sikerei, díjai
- Olimpiai bajnok: 2020
  - 2. helyezett: 2016
- Világbajnokság győztese: 2015, 2017
  - 2. helyezett: 2023
  - 3. helyezett: 2019, 2025
- Európa-bajnokság győztese: 2014, 2024
  - 3. helyezett: 2018
- Francia bajnokság győztese: 2008, 2009, 2010, 2011, 2012, 2016, 2017, 2018, 2019, 2020, 2021, 2022, 2023
- Bajnokok Ligája legjobb védőjátékosa: 2017, 2018